# 橫路下
橫路下（英語：Wang Lo Ha）是位於香港大埔區的一條已荒廢村落，位於大埔滘猛鬼坑的上游。

## 歷史
橫路下坐落於草山東北麓海拔約366米的山坡上，村前有一個風水池，山下便是大埔滘猛鬼坑的源頭。橫路下亦是火炭古道中途點（由火炭經賣茶坳至大埔）。1911年，橫路下已剩下5名村民。橫路下最後出現在1920年代初的地圖上，估計該村在該段時期荒廢。